# Кутепов Ігор Миколайович
І́гор Микола́йович Кутепов (нар. 17 грудня 1965, Первомайський, Харківська область, УРСР) — радянський український футболіст, воротар.

## Ігрова кар'єра
Народився 17 грудня 1965 року в місті Первомайський Харківської області, (Україна). 1983 року дебютував у харківському клубі «Металіст».
Пізніше виступав за «Динамо» (Київ), «Тюмень», ЦСКА (Москва), «Ростсільмаш».
У складі національної збірної України провів 4 матчі і пропустив 6 голів. Став першим воротарем в історії збірної України (дебют проти збірної Угорщини 29 квітня 1992 року).

## Тренерська кар'єра
По завершенні ігрової кар'єри став тренером.
З 2001 по 2003 рік був тренером воротарів в основній і потім молодіжній команді московського ЦСКА.
З 2008 року до 2016 року був керівником дитячої академії «Металіста» (Харків).
З 2023 року став тренером воротарів «Арсенала» (Джержинськ) у другому дивізіоні чемпіонату Білорусі.

## Досягнення
- Чемпіон України (2): 1993, 1994
- Срібний призер чемпіонату України (1): 1992
- Срібний призер Чемпіонату Росії (1): 1998
- Володар Кубка СРСР (1): 1988
- Володар Кубка України (1): 1993
- Член Клубу Євгена Рудакова: 105 матчів на «0».
- віце чемпіон світу серед юніорів (1): 1985

## Матчі за збірну України
| #      | Дата            | Місце                               | Суперник | Рахунок | Турнір |
| ------ | --------------- | ----------------------------------- | -------- | ------- | ------ |
| 1.(1)  | 29 квітня, 1992 | стадіон «Авангард», Ужгород Україна | Угорщина | 1:3     | ТМ     |
| 2.(8)  | 16 жовтня, 1993 | Хай-Пойнт, США                      | США      | 2:1     | ТМ     |
| 3.(9)  | 20 жовтня, 1993 | Сан-Дієго, США                      | Мексика  | 1:2     | ТМ     |
| 4.(10) | 23 жовтня, 1993 | Бетлехем, США                       | США      | 1:0     | ТМ     |